# Lövő
Lövő (alemán: Markt Schützen; serbocroata: Livir) es un pueblo húngaro perteneciente al distrito de Sopron en el condado de Győr-Moson-Sopron, con una población en 2013 de 1427 habitantes.
Aunque tiene orígenes romanos y ávaros, se conoce la existencia de la actual localidad desde el año 950, cuando se menciona con el nombre de Ad Lova. El asentamiento original fue destruido durante la invasión mongola de Europa y Bela IV de Hungría repobló la localidad con colonos de Baviera. Debido a la presencia alemana, el pueblo se llamó hasta 1905 Német-Lövő, haciendo referencia Német- a los alemanes. Los alemanes y croatas fueron etnias importantes en la localidad en el pasado, pero actualmente son minoritarios en la localidad y más del 90% de los habitantes del pueblo son magiares.
Se ubica unos 20 km al sureste de la capital distrital Sopron, junto a la carretera 84 que lleva al lago Balatón.